# Stiealm
Die Stiealm, auch Stie-Alm oder Idealhanghütte genannt, ist eine Alm in den Bayerischen Voralpen. Sie liegt im Gemeindegebiet von Lenggries in 1520 m über Meeresniveau.
Das Almgebiet befindet sich in einer Talmulde bei der Feichteckwand am Ende eines Fahrweges, über welchen die bewirtschaftete Alm auch z. B. per MTB erreichbar ist. Die bewirtschaftete Alm beherbergt eine Schaukäserei.